# Kentucky Jones
Kentucky Jones ist eine in Schwarzweiß gedrehte US-amerikanische Fernsehserie des Senders NBC mit Dennis Weaver in der Hauptrolle. Die Serie umfasst eine Staffel mit 26 Folgen, davon wurden 21 deutsch synchronisiert.

## Handlung
Der verwitwete Tierarzt Kenneth Yarborough Jones, genannt „Kentucky“, lebt zusammen mit dem chinesischen Waisenjungen Ike auf seiner Ranch in Kalifornien. Der Arbeiter Seldom Jackson hilft den beiden bei allen anfallenden Arbeiten auf der Ranch.
Kentuckys Spitzname leitet sich von seinen Initialen „KY“ ab, der amtlichen Kurzform für den US-Bundesstaat Kentucky.